# Land Securities Group
Land Securities Group plc est une importante société britannique d'investissement et de développement immobilier basée à Londres. Elle possède un des plus importants parcs immobiliers du Royaume-Uni et est particulièrement bien implantée à Londres, Birmingham, Canterbury, Bristol ou York. Elle est représentée aux bourses de Londres et de Francfort et est une des composantes de l'indice FTSE 100 Index.
L'origine du Groupe remonte à 1944 lorsque le fondateur de la société, Harold Samuel, a acheté Land Securities Investment Trust Limited, qui détenait trois maisons à Kensington et quelques actions gouvernementales. La société fit rapidement de nouvelles acquisitions et en 1947 elle se concentra sur le marché de l'immobilier en direction des professionnels. Les premiers temps, Land Securities a acquis des biens en dehors des frontières du Royaume-Uni, mais en 1971 elle fait machine arrière et revend tous ses biens détenus à l'étranger. À partir de là, elle se concentrera uniquement sur le marché intérieur (le Royaume-Uni). En 1974, la valeur du portefeuille immobilier du Groupe atteint 1 milliard de livres sterling (£). En 1982, la société prend le nom de Land Securities plc et plus tard, elle changera encore de dénomination pour prendre son nom actuel : Land Securities Group plc.
Le cœur des investissements de "Land Securities" repose sur le marché des bureaux, surtout situés dans le centre de Londres, mais le Groupe gère également des espaces commerciaux, des entrepôts, des établissements industriels, des supermarchés et des bâtiments dits résidentiels (clientèle de particuliers). La société possède une division, Urban Community Development, qui s'intéresse à des projets à long terme tel Kent Thameside et une autre spécialisé dans l'outsourcing immobilier, LS Trillium.
En juin 2005, sa capitalisation boursière atteignait 6.8 milliards de £.

## Chiffres clés

### Chiffre d'affaires
(en millions de £)
- 2000 : 528
- 2001 : 647
- 2002 : 1 025,6
- 2003 : 1 239,5
- 2004 : 1 481,1
- 2005 : 1 865,7

### Ventes par activité
- Services de gestion immobilière : 54 %
- Loyers : 35 %
- Charges d'administration : 4 %
- Ventes de biens immobiliers : 3,5 %
- Divers : 3,5 %

Données au 31 mars 2004
- Services de gestion immobilière : 50 %
- Loyers : 28 %
- Charges d'administration : 4 %
- Ventes de biens immobiliers : 8 %
- Divers : 10 %

Données au 31 mars 2006

### Actionnaires
- Barclays plc : 	6,01 %
- M & G Investment Management Ltd : 4,03 %
- Legal & General Investment Management : 3,27 %
- Merrill Lynch Investment Managers :	3,22 %